# Граничи (Молодечненский район)
Граничи (бел. Гра́нічы) — агрогородок в Молодечненском районе Минской области Беларуси. Входит в состав Радошковичского сельсовета.

## География
Расположен в 26 км в направлении на юго-востоке от Молодечно, в 50 км от Минска, в 11 км от железнодорожной станции Уша.
Пролегают дороги Н-9113, Н-9117.
Ближайшие населённые пункты Кодевцы, Комарники и др.

## История
С 1904 года в Красносельской волости Вилейского уезда Виленской губернии Российской империи.
В 1921—1945 годах деревня в составе Польской Республики, Виленского воеводства, Вилейского уезда, гмины Красное.
В 1919 году польский 2-й полк пехоты легионов воевал против большевиков под границами.
В 1940—1954 годах центр Граничского сельсовета Радошковичского района, в 1954—1973 годах деревня в составе Сычевичского сельсовета, с 1973 года по 2013 год центр Граничского сельсовета Молодечненского района.
В 2008 году деревня Граничи преобразована в агрогородок.

## Население

### Численность
- 2019 год — 344 жителей

### Динамика
- 1921 год — 301 жителей, 48 дворов[9]
- 1931 год — 362 жителей, 59 дворов[10]
- 1997 год — 328 жителей, 116 дворов
- 1999 год — 334 жителей (перепись населения)
- 2009 год — 387 жителей (перепись населения)[5]
- 2019 год — 344 жителей (перепись населения)

## Улицы
- Минская
- Молодёжная
- Подлесная
- Садовая

## Достопримечательность
- Памятный знак Людвику Свиду (Ludwik Swida), между населёнными пунктами Горняки, Граничи, Кодевцы.
- Памятник воинам Великой Отечественной войны.
- Храм Святого Архангела Михаила.

## Галерея

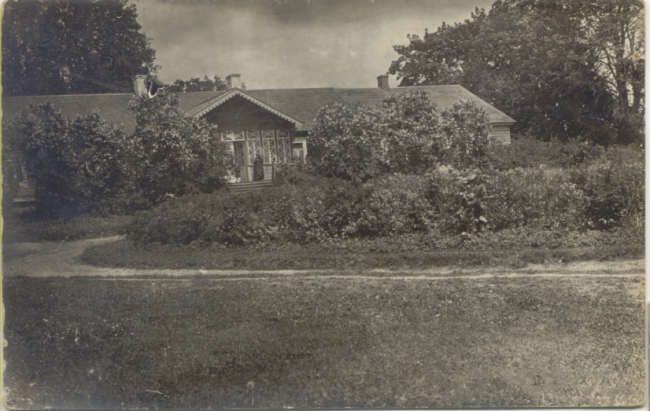
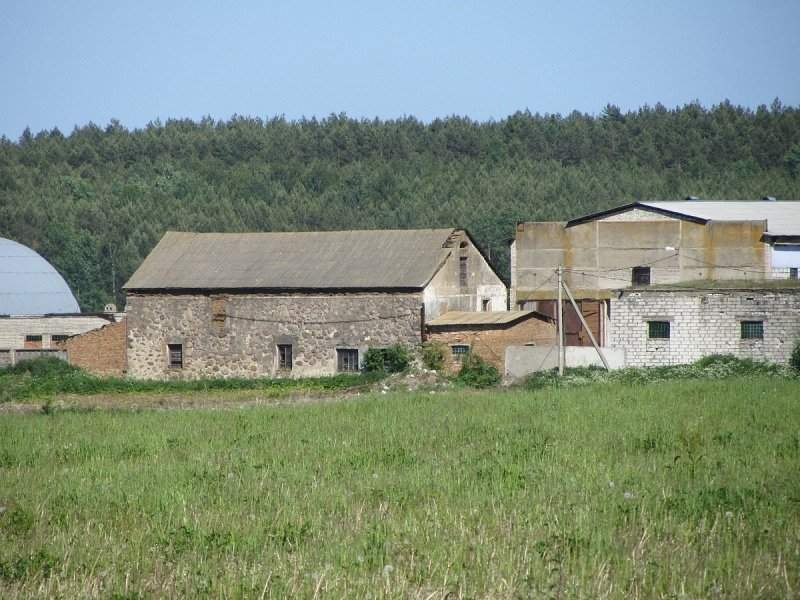
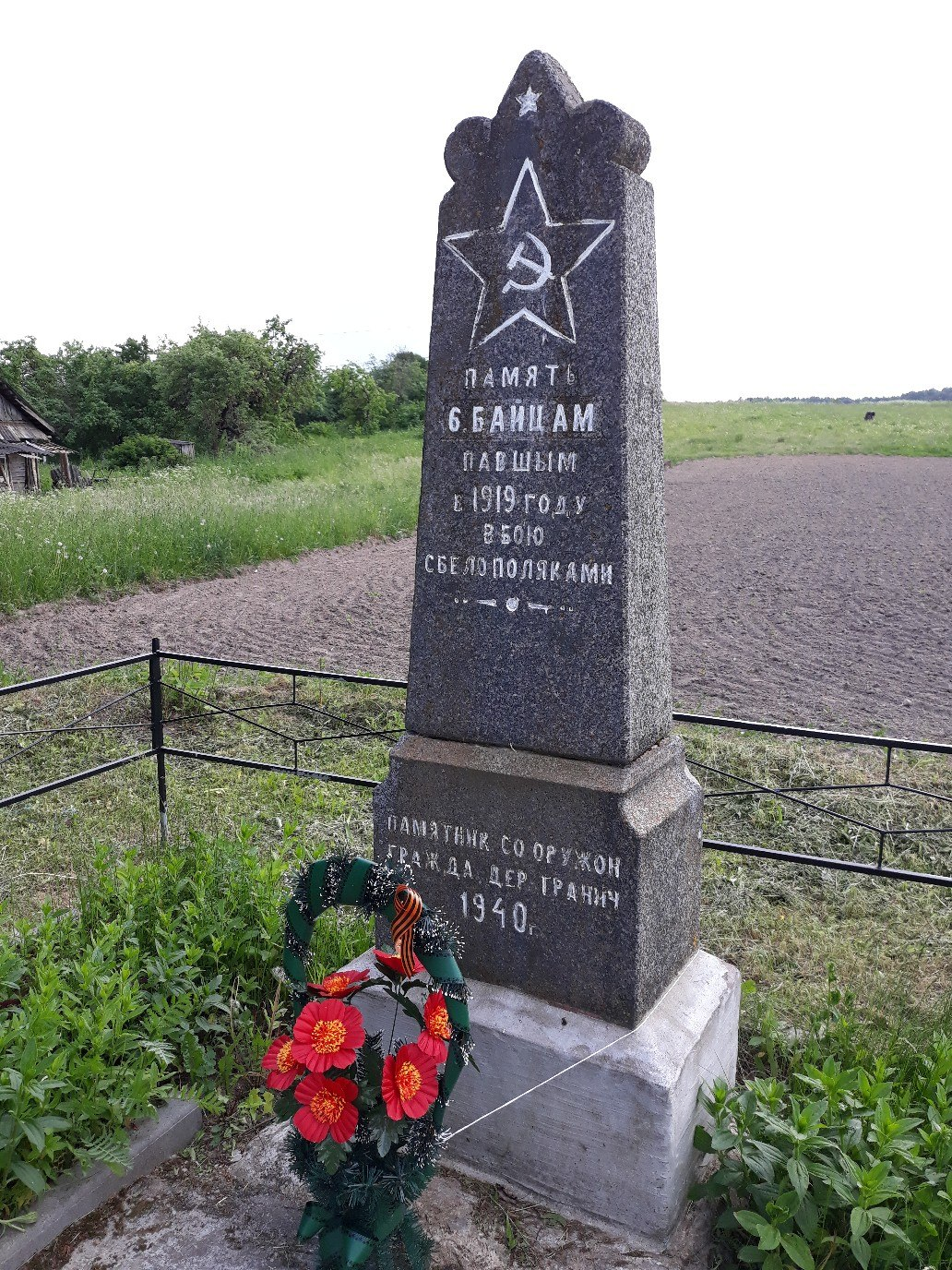
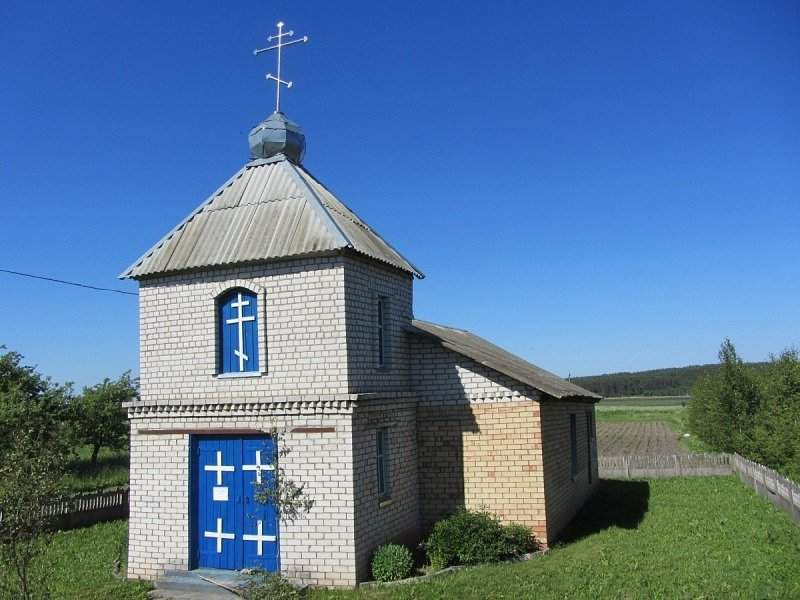
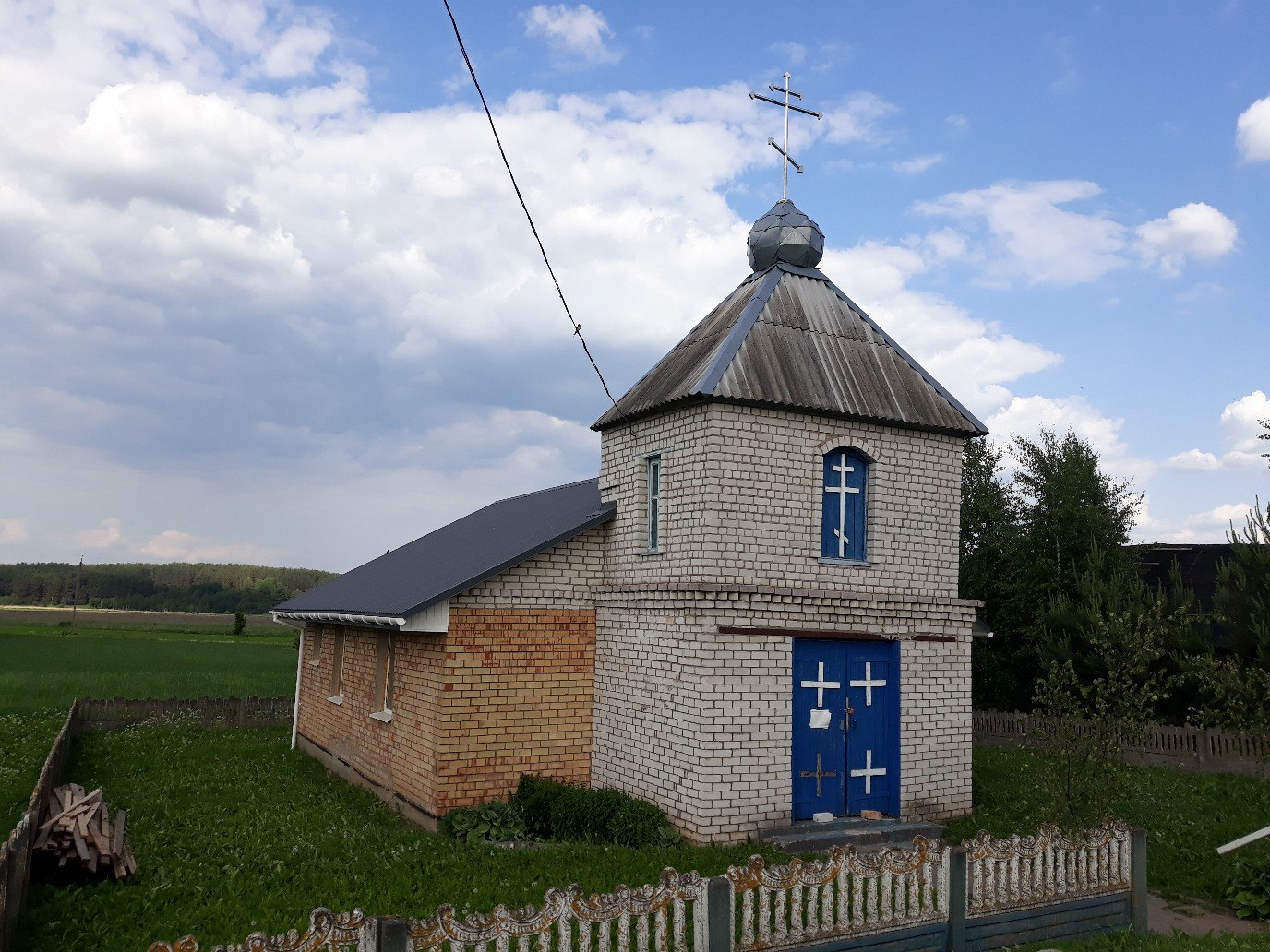